# Katarina Pavlović
Katarina Pavlović (n. 30 ianuarie 1995, în Ljubuški) este o handbalistă din Croația care evoluează pe postul de intermediar dreapta pentru clubul românesc CS Minaur Baia Mare și echipa națională a Croației. Anterior, ea a jucat pentru o altă echipă românească CSM Târgu Jiu.
Pavlović a evoluat pentru naționala de handbal feminin a Croației la Campionatele Europene din Slovenia, Macedonia și Muntenegru 2022, Austria, Elveția și Ungaria 2024 și la Campionatul Mondial din Danemarca, Norvegia și Suedia 2023.
În 2022, ea a câștigat, cu echipa spaniolă Rocasa Gran Canaria ACE, ediția 2021-22 a Cupei Europene, competiția care a înlocuit Cupa Challenge.

## Palmares
- Cupa Europeană:
  -  Câștigătoare: 2022

- Cupa Challenge:
  - Optimi de finală: 2014, 2015

- Campionatul Croației:
  -  Medalie de bronz: 2015

- Cupa Germaniei:
  - Semifinalistă: 2016

- Cupa României:
  -  Finalistă: 2023